# Fernand Etgen

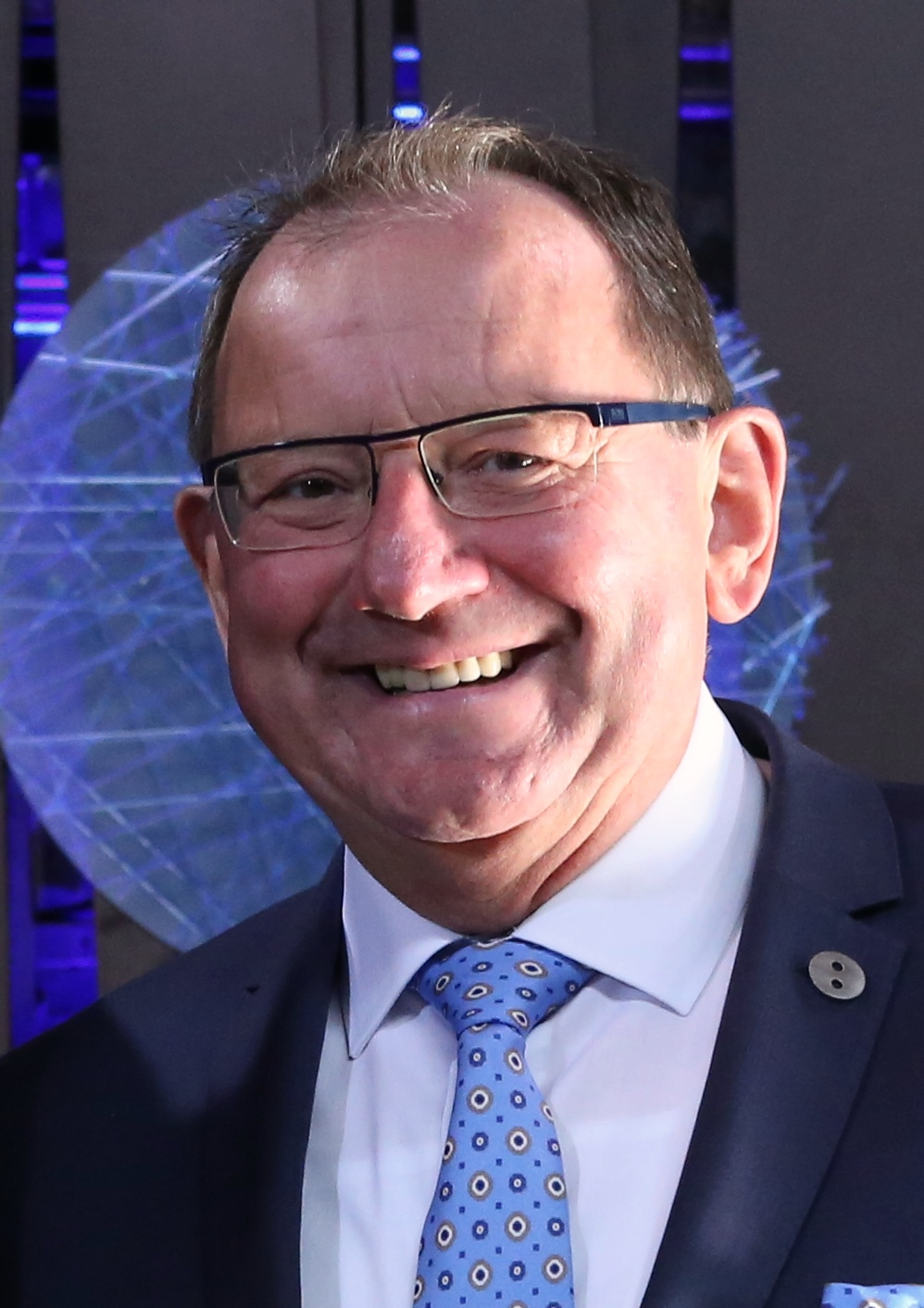
Fernand Etgen, 2017

Fernand Etgen (* 10. März 1957 in Ettelbrück) ist ein luxemburgischer Politiker.
Fernand Etgen ist seit 1979 Mitglied der liberalen Demokratischen Partei (DP). Auf kommunaler Ebene gehörte er von 1979 bis 1981 sowie von 1988 bis 1993 dem Gemeinderat der Gemeinde Feulen an. Von 1982 bis 1987 war er Schöffe der Gemeinde. 1994 wurde er Bürgermeister, das Amt hatte er bis 2013 inne. 
2007 wurde er erstmals Abgeordneter im luxemburgischen Parlament. Seit 2010 ist er Generalsekretär seiner Partei. Im Dezember 2013 übernahm er als Minister das Ressort für Landwirtschaft, Weinbau und Verbraucherschutz; zeitgleich wurde er Minister für die Beziehungen der Regierung Bettel-Schneider zum Parlament. Von Dezember 2018 bis November 2023 war er Präsident des Parlaments.